# شبه جزيرة كولا

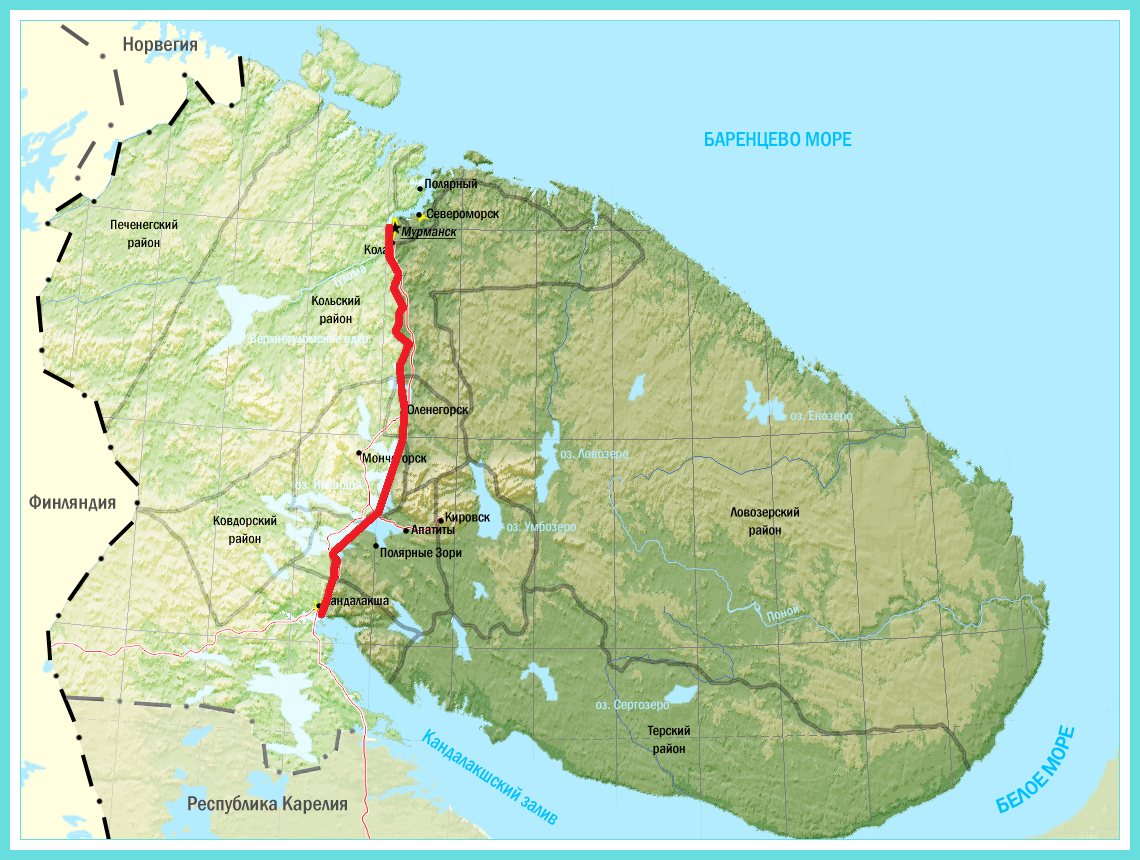
شبه جزيرة كولا

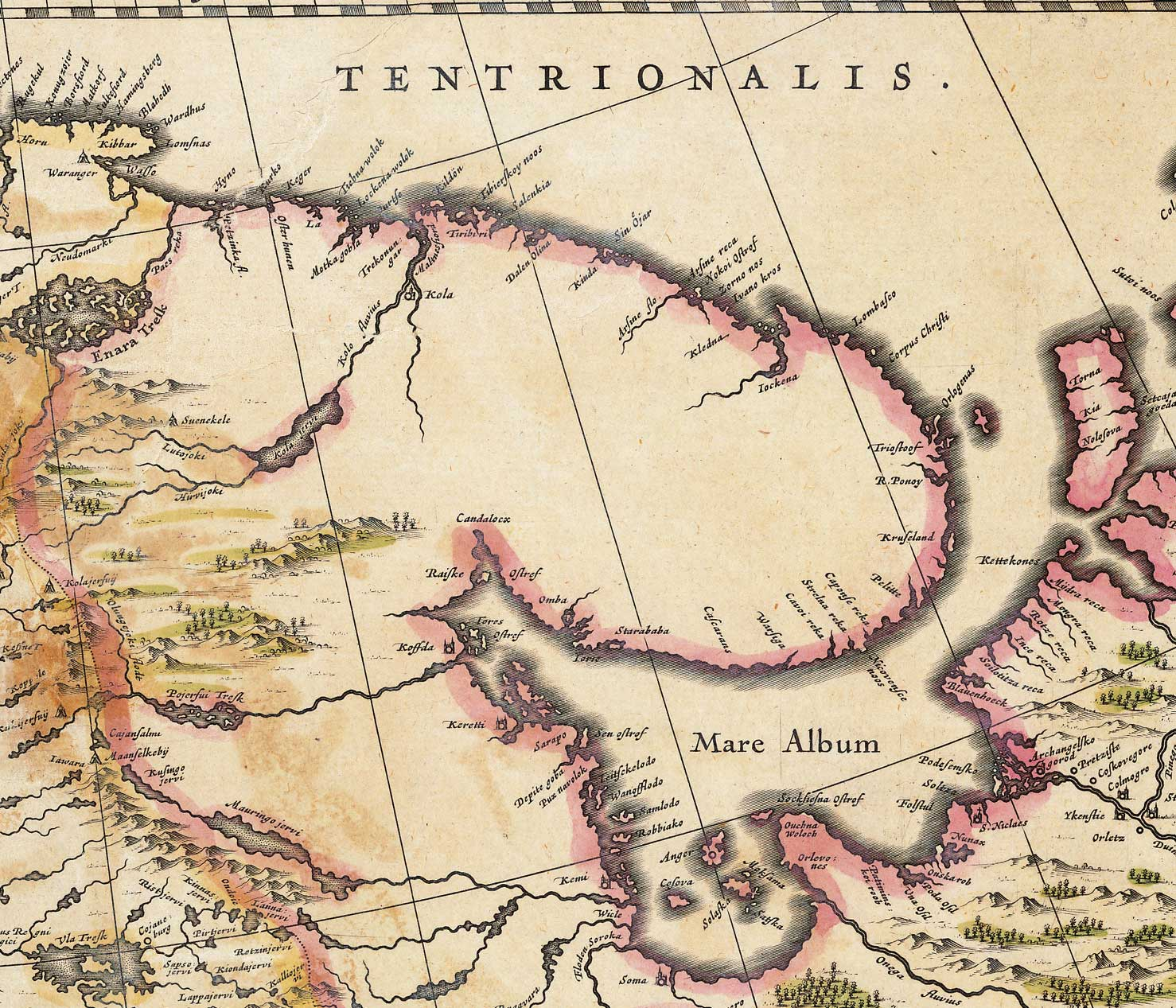
خارطة شبه جزيرة كولا.

شبه جزيرة كولا (من لغة السامي Guoladat) ((بالروسية: Кольский полуостров, Kol'skij poluostrov)‏) هي شبه جزيرة في أقصى شمال روسيا بمورمانسك أوبلاست. تتشارك في حدود مع بحر بارنتس في الشمال و البحر الأبيض في الشرق والجنوب. الحدود الغربية تصل من خليج كولا إلى بحيرة كولا وبحرية إمادرا ونهر نيفا حتى خليج كاندالاشكا.
تغطي شبه الجزيرة مساحة 100000 كلم مربع. الساحل الشمالي عالي وهضبي أما الساحل الجنوبي منبسط. في الجزء الغربي لكولا هناك سلسلتان من الجبال جبال خيبيني و جبال لوفوزيرو و أعلى قمم لها تصل تى ارتفاع 1120 متر. في الجزء الأوسط يوجد سد كيفي.

## المناخ
يظهر الجدول التالي التغييرات المناخية على مدار السنة لشبه جزيرة كولا:
| البيانات المناخية لـشبه جزيرة كولا | البيانات المناخية لـشبه جزيرة كولا | البيانات المناخية لـشبه جزيرة كولا | البيانات المناخية لـشبه جزيرة كولا | البيانات المناخية لـشبه جزيرة كولا | البيانات المناخية لـشبه جزيرة كولا | البيانات المناخية لـشبه جزيرة كولا | البيانات المناخية لـشبه جزيرة كولا | البيانات المناخية لـشبه جزيرة كولا | البيانات المناخية لـشبه جزيرة كولا | البيانات المناخية لـشبه جزيرة كولا | البيانات المناخية لـشبه جزيرة كولا | البيانات المناخية لـشبه جزيرة كولا | البيانات المناخية لـشبه جزيرة كولا |
| الشهر                              | يناير                              | فبراير                             | مارس                               | أبريل                              | مايو                               | يونيو                              | يوليو                              | أغسطس                              | سبتمبر                             | أكتوبر                             | نوفمبر                             | ديسمبر                             | المعدل السنوي                      |
| ---------------------------------- | ---------------------------------- | ---------------------------------- | ---------------------------------- | ---------------------------------- | ---------------------------------- | ---------------------------------- | ---------------------------------- | ---------------------------------- | ---------------------------------- | ---------------------------------- | ---------------------------------- | ---------------------------------- | ---------------------------------- |
| الدرجة القصوى °م (°ف)              | 7.0 (44.6)                         | 6.6 (43.9)                         | 9.0 (48.2)                         | 17.6 (63.7)                        | 29.4 (84.9)                        | 30.8 (87.4)                        | 32.9 (91.2)                        | 30.2 (86.4)                        | 24.2 (75.6)                        | 15.0 (59.0)                        | 9.6 (49.3)                         | 7.2 (45.0)                         | 32.9 (91.2)                        |
| متوسط درجة الحرارة الكبرى °م (°ف)  | −7 (19)                            | −6.7 (19.9)                        | −2.4 (27.7)                        | 2.6 (36.7)                         | 7.6 (45.7)                         | 13.6 (56.5)                        | 17.3 (63.1)                        | 14.9 (58.8)                        | 10.0 (50.0)                        | 3.6 (38.5)                         | −2.4 (27.7)                        | −5.3 (22.5)                        | 3.8 (38.8)                         |
| المتوسط اليومي °م (°ف)             | −10.1 (13.8)                       | −9.7 (14.5)                        | −5.5 (22.1)                        | −0.7 (30.7)                        | 4.0 (39.2)                         | 9.2 (48.6)                         | 12.8 (55.0)                        | 11.1 (52.0)                        | 7.0 (44.6)                         | 1.5 (34.7)                         | −4.8 (23.4)                        | −8.2 (17.2)                        | 0.6 (33.1)                         |
| متوسط درجة الحرارة الصغرى °م (°ف)  | −13.2 (8.2)                        | −12.8 (9.0)                        | −8.6 (16.5)                        | −3.8 (25.2)                        | 1.1 (34.0)                         | 5.7 (42.3)                         | 9.2 (48.6)                         | 8.0 (46.4)                         | 4.5 (40.1)                         | −0.4 (31.3)                        | −7.1 (19.2)                        | −11.2 (11.8)                       | −2.4 (27.7)                        |
| أدنى درجة حرارة °م (°ف)            | −39.4 (−38.9)                      | −38.6 (−37.5)                      | −32.6 (−26.7)                      | −21.7 (−7.1)                       | −10.4 (13.3)                       | −2.5 (27.5)                        | 1.7 (35.1)                         | −2 (28)                            | −5.4 (22.3)                        | −21.2 (−6.2)                       | −30.5 (−22.9)                      | −35 (−31)                          | −39.4 (−38.9)                      |
| الهطول مم (إنش)                    | 30 (1.2)                           | 22 (0.9)                           | 23 (0.9)                           | 24 (0.9)                           | 36 (1.4)                           | 53 (2.1)                           | 70 (2.8)                           | 61 (2.4)                           | 52 (2.0)                           | 51 (2.0)                           | 38 (1.5)                           | 34 (1.3)                           | 494 (19.4)                         |
| المصدر: Roshydromet                |                                    |                                    |                                    |                                    |                                    |                                    |                                    |                                    |                                    |                                    |                                    |                                    |                                    |